# Thricops tarsalis
Thricops tarsalis är en tvåvingeart som först beskrevs av Walker 1853.  Thricops tarsalis ingår i släktet Thricops och familjen husflugor. Inga underarter finns listade i Catalogue of Life.